# C18H31NO4
化学式C18H31NO4（摩尔质量：325.45 g/mol）可以指：
- 毕索洛尔，CAS号：66722-44-9
- O-脱异丙基-O-丙基毕索洛尔，CAS号：1447715-44-7
- N-琥珀酰亚胺基豆蔻酸，CAS号：69888-86-4

|  | 这个同类索引页列出了具有相同分子式的化学物（即同分異構體）条目。 除非您是有意链接至本页，否则应将相应条目的内部链接指向正确的条目。 |